# Младен Ивековић
Младен Ивековић (Загреб, 1. март 1903 — Загреб, 18. децембар 1970) био је  учесник Народноослободилачке борбе, правник, дипломата и друштвено-политички радник СФРЈ и Социјалистичке Републике Хрватске.

## Биографија
Студирао је право у Загребу и Паризу. Докторирао је 1928. године у Загребу.
Члан Комунистичке партије Југославије (КПЈ) од 1934. године. Сарађивао у левичарским часописима и листовима, један је од покретача и уредника предратног Прегледа, и члан редакције Одјека, Новог листа и Наших новина. Године 1935. постао је секретар Главног иницијативног одбора Јединствене радничке странке (ЈРС). Више пута хапшен и извођен пред Суд за заштиту државе. Био је члан Агитпропа Централног комитета Комунистичке партије Хрватске и један од уредника илегалног часописа Вјесник радног народа између 1939. и 1941. године.
Учесник је Народноослободилачке борбе од 1941. године. Најпре је деловао у окупираном Загребу, а почетком 1942. године је затворен и исте године ослобођен, разменом из концентрационог логора у Јасеновцу. На Првом заседању АВНОЈ-а, 26. новембра 1942. године у Бихаћу, изабран је за члана Извршног одбора АВНОЈ-а. Био је и члан Земаљског антифашистичког већа народног ослобођења Хрватске (ЗАВНОХ).
После ослобођења Југославије, 1945. године, био је министар индустрије и рударства у првој Влади Народне Републике Хрватске и посланик у Уставотворној скупштини ДФ Југославије. Од 1947. до 1951. године био је амбасадор у Италији, а од 1952. до 1956. године у Савезној Републици Немачкој. У периоду од 1956. до 1958. године био је подсекретар у Државном секретаријату за иностране послове ФНРЈ. Од 1958. до 1962. године био је председник Савезног већа Савезне народне скупштине. Године 1965. изабран је за члана Републичке конференције Савеза социјалистичког радног народа Хрватске. Био је и члан Централног комитета Савеза комуниста Хрватске.
Од 1965. до 1966. године, био је предавач на Факултету политичких наука у Загребу, а пред крај живота члан Савета федерације СФРЈ, члан Председништва Републичке конференције ССРН Хрватске и председник њене Комисије за међународну друштвено-политичку сарадњу.
Умро је 18. децембра 1970. године у Загребу.
Носилац је Партизанске споменице 1941. и других југословенских одликовања, међу којима Ордена југословенске заставе првог реда и Ордена заслуга за народ првог реда.

## Дела
Осим више расправа и чланака из области марксизма, књижевне критике и међународне политике, објавио је књиге:
- Непокорена земља (записи из Четврте и Пете непријатељске офанзиве), Загреб, 1945. и
- Хрватска лијева интелигенција 1918—1945, Загреб, 1970.